# Central line
La Central line (en français : « ligne centrale ») est une ligne du métro de Londres, reliant l'ouest de l'agglomération londonienne par deux branches (une finissant à West Ruislip et une autre à Ealing Broadway), au nord-est, avec une branche (finissant à Epping) et une boucle. Avec 288 millions de passagers annuels lors du cycle 2016-2017, elle est la deuxième ligne la plus fréquentée du réseau après la Northern line. Inaugurée en 1900, elle est également la plus étendue, avec une longueur de 74 kilomètres. La ligne est actuellement exploitée avec des rames de type 1992 Stock.

## Caractéristiques
Sur le plan du métro de Londres, la Central line a pour couleur le rouge. Elle traverse la ville d'est en ouest, étant située en profondeur dans le sol londonien. Elle possède la plus grande longueur totale de voies mais n'est pas la plus longue ligne du réseau en kilométrage. La ligne est la seule, avec la Metropolitan line, à posséder une station au-delà du périphérique M25, en l'occurrence Epping ; la Metropolitan line dessert quatre stations au-delà de l'autoroute M25.
La ligne est également la plus chaude du réseau londonien en termes de température pendant les périodes estivales. Les températures dépassant très souvent les 35 degrés durant ces périodes, ce qui la rend particulièrement désagréable à emprunter l'été. Cela est dû à sa grande profondeur et à une climatisation inefficace dans les trains et inexistante dans les stations.

## Histoire
La ligne de la compagnie Central London Railway entre Shepherd's Bush et Bank a été formellement ouverte le 27 juin 1900 par le prince Albert de Galles, les services publics commençant le 30 juillet. Avec un tarif uniforme de 2 penny, le chemin de fer est devenu le «Twopenny Tube». Elle a d'abord été exploité par des locomotives électriques transportant des voitures, mais le poids considérable non suspendu de la locomotive causait beaucoup de vibrations dans les bâtiments au-dessus de la ligne, et la compagnie a reconstruit les locomotives pour intégrer les entraînements à engrenages. Cela a permis d'utiliser des moteurs plus rapides et plus légers, ce qui a réduit le poids total de la locomotive ainsi que le poids non suspendu. Le chemin de fer a également essayé une approche alternative: il a transformé quatre autocars pour accueillir des moteurs et des engins de contrôle. Deux de ces autocars expérimentaux ont été utilisés dans un train à 6 Wagons, l'engin de commande étant exploité par le système utilisé sur la Waterloo & City line Le CLR a commandé 64 nouvelles voitures conçues pour utiliser le système de contrôle de traction récemment développé par Sprague. Le CLR utilisait exclusivement les unités multiples électriques résultantes d'ici 1903.
En juillet 1907, le tarif a été porté en 3 penny pour les voyages de plus de sept ou huit stations. La ligne a été étendue vers l'ouest avec une boucle servant une plate-forme unique à Wood Lane pour l'exposition franco-britannique de 1908. Un tarif réduit de 1 penny, pour un voyage de trois stations ou moins, a été introduit en 1909, et les billets de saison sont devenus disponibles à partir de 1911. L'extension à Liverpool Street a ouvert l'année suivante, donnant accès à la station Great Eastern et à la station adjacente de Broad Street par escalators. Le chemin de fer central de Londres a été absorbé dans le Underground Group le 1er janvier 1913.
En 1911, le chemin de fer de Great Western a obtenu l'autorisation de construction d'une ligne d'Ealing Broadway à une station située près de la gare de Shepherd's Bush de la CLR, avec un lien avec le chemin de fer de West London, et un accord pour connecter la ligne au chemin de fer central de Londres et pour le CLR. La construction de l'extension du CLR à Ealing Broadway a commencé en 1912 , mais l'ouverture a été retardée par la Première Guerre mondiale. Le CLR a acheté un nouveau matériel roulant pour l'extension, arrivé en 1915 et stocké avant d'être prêtés à la Bakerloo Line. Le matériel roulant retourné lorsque l'extension a été ouverte en 1920.
En 1912, des plans ont été publiés pour un chemin de fer de Shepherd's Bush à Turnham Green et Gunnersbury permettant au chemin de fer central de Londres de faire circuler des trains sur les voies de London et South Western Railway (L & SWR) à Richmond. La route a été autorisée en 1913 , mais le travail n'a pas commencé à cause du déclenchement de la guerre l'année suivante. En 1919, une autre voie a été créée , avec un lien tunnel avec les voies L & SWR désaffectées au sud de la gare de Shepherd's Bush puis par la gare de Hammersmith (Grove Road). L'autorisation a été accordée en 1920, mais la connexion n'a jamais été construite, et les voies du L & SWR ont été utilisées par la ligne Piccadilly lorsqu'elle a été étendue à l'ouest de Hammersmith en 1932.

## Services
En août 2015, le service en heure de pointe s'établissait comme suit :
- 9 trains par heure (tph) entre West Ruislip et Epping ;
- 3 tph entre Northolt et Loughton ;
- 9 tph entre Ealing Broadway et Newbury Park ;
- 6 thphs qui continuent au-delà de Newbury Park à Hainaut ;
- 3 tph entre White City et Hainault (via Newbury Park) ;
- 3 tph entre Hainaut et Woodford.

Totalisant 24 trains par heure (un toutes les 2 minutes et 30 secondes) entre White City et Leytonstone.
Un service de nuit fonctionnant 24h/24 le vendredi et le samedi soir entre Ealing Broadway et Hainault via Newbury Park / Loughton depuis le 19 août 2016.
En septembre 2013, les fréquences d'heure de pointe du matin ont été augmentées à 34 trains par heure, ce qui donne à la ligne le service ferroviaire le plus cadencé et fourni au Royaume-Uni. Auparavant, la Victoria Line détenait ce record avec 33 trains par heure.

## Projet
Près du dépôt de West Ruislip, la ligne croise la branche d'Uxbridge (partagé par les lignes métropolitan et Piccadilly) et une seule voie reliant les deux routes a été posée en 1973. L'arrondissement londonien de Hillingdon a fait pression sur TfL pour détourner certains ou tous les trains de la Central line jusqu'à Uxbridge, car la station West Ruislip est située dans une banlieue tranquille et Uxbridge est un centre régional beaucoup plus densément peuplé. TfL a déclaré que le lien ne sera possible qu'après l'amélioration de la signalisation de la Métropolitan Line en 2017.
La ligne centrale a été la première ligne de métro à recevoir une rénovation complète au début des années 1990, y compris l'introduction d'un nouveau matériel roulant. Une nouvelle génération de trains de profondeur est prévue pour le milieu des années 2020, en commençant par la ligne Piccadilly et suivie de la ligne centrale.
La ligne Crossrail 2, qui reliera le sud-ouest au nord-est de Londres dont la construction débutera d'ici 2030, était censée reprendre la branche d'Epping de la ligne centrale entre Leytonstone et Epping. À partir de 2013, les options d'itinéraire préférées pour la ligne n'incluaient plus cette proposition.
La ligne centrale passe directement au-dessous de la station de Shoreditch High Street du London Overground et une correspondance a été souhaité depuis son ouverture en 2010. La station se trouverait entre Liverpool Street et Bethnal Green, l'une des plus longues interstation dans le centre de Londres. Bien qu'il y ait des avantages pour cet échange, il a été exclu pour des raisons de coût, la perturbation qu'il causerait à la ligne centrale lors de sa construction et parce que les plates-formes seraient trop proches des voies de circulation à Liverpool Street.
Les promoteurs du parc d'affaires First Central à Park Royal, à l'ouest de Londres, prévoyaient une nouvelle station entre North Acton et Hanger Lane. Elle aurait desservi le parc d'affaires et fourni une correspondance à distance avec la station Park Royal sur la ligne Piccadilly. Le projet n'est pas activement poursuivi; London Underground a déclaré que les avantages de la création d'une station Park Royal sur la ligne centrale ne sont pas suffisamment élevés pour justifier les coûts de construction.

## Stations

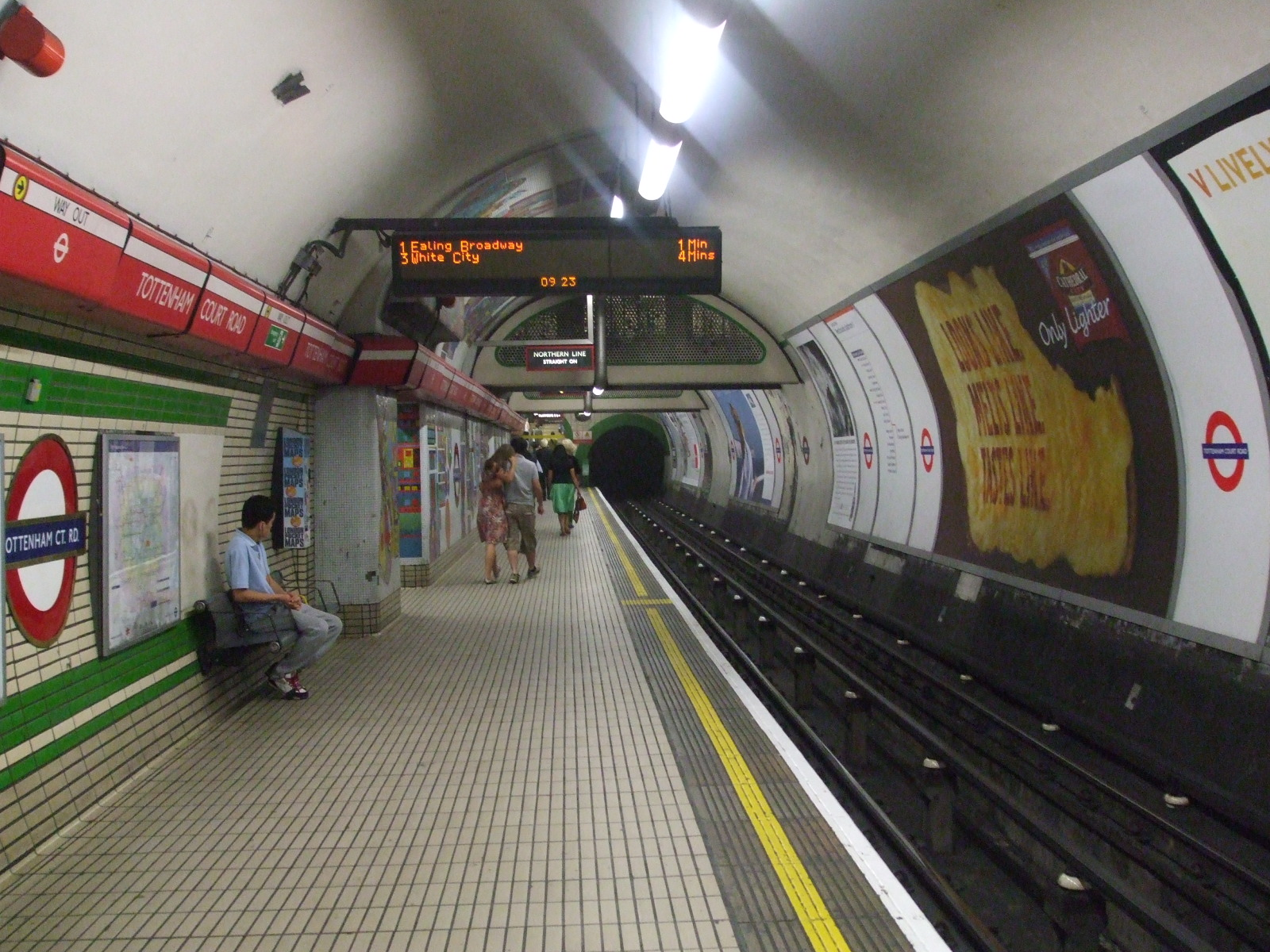
La station Tottenham Court Road.

Liste des stations d'ouest en est :
Branche de West Ruislip
- West Ruislip
- Ruislip Gardens
- South Ruislip
- Northolt
- Greenford
- Perivale
- Hanger Lane

Branche d'Ealing Broadway
- Ealing Broadway
- West Acton

Tronçon central
- North Acton
- East Acton
- White City
- Shepherd's Bush
- Holland Park
- Notting Hill Gate
- Queensway
- Lancaster Gate
- Marble Arch
- Bond Street
- Oxford Circus
- Tottenham Court Road
- Holborn
- Chancery Lane
- St. Paul's
- Bank
- Liverpool Street
- Bethnal Green
- Mile End
- Stratford
- Leyton
- Leytonstone

Branche vers Epping
- Snaresbrook
- South Woodford
- Woodford
- Buckhurst Hill
- Loughton
- Debden
- Theydon Bois
- Epping

Boucle de Hainault
- Wanstead
- Redbridge
- Gants Hill
- Newbury Park
- Barkingside
- Fairlop
- Hainault
- Grange Hill
- Chigwell
- Roding Valley
- Terminus de la branche à Woodford

### Stations fermées
- British Museum, située entre Tottenham Court Road et Holborn, ouverte le 30 juillet 1900 et fermée le 24 septembre 1933, avec l'ouverture de Holborn.
- North Weald, Blake Hall et Ongar, trois stations situées au-delà de Epping, et desservies par la Central line du 18 novembre 1957 au 30 septembre 1994, avec la fermeture de la ligne à l'est de Epping. Blake Hall est fermée le 31 Octobre 1981.

### Stations ayant changé de nom
- Post Office est devenue St. Paul's en 1937.
- Queen's Road est devenue Queensway en 1946.